# Azotobacter vinelandii
Azotobacter vinelandii — облігатно аеробна ґрунтова бактерія, відома великою кількістю метаболічних здібностей, включаючи здатність фіксувати атмосферний азот, перетворюючи його на амоній. Подібно до Klebsiella pneumoniae, вона фіксує азот у вільному стані, не вступаючи в симбіоз з рослинами (так як це робить Rhizobium, що вступає в симбіоз з бобовими). Завдяки двом особливостям процесу фіксації азоту ця бактерія дуже широко досліджується. Також цей організм відомий здатністю фомувати унікальни цисти, що дозволяють йому переносити періоди висушування та відсутності джерела вуглецю. Зараз частково завершений проект визначення послідовності геному цієї бактерії.
Azotobacter vinelandii виробляє не тільки нітрогеназу з атомом молібдену в активному центрі, як переважна більшість діазотрофів, таких як Klebsiella pneumoniae і Rhizobium leguminosarum, але також і дві альтернативні нітрогенази; в одній іон молібдену замінений іоном ванадію, а в іншому зовсім немає іонів переходних металів, лише залізо. Здатність проводити реакцію відновлення азоту на подібних активних центрах дуже важливо для хіміків, що досліджують механізм фіксації азоту. Альтернативні нітрогенази кодуються окремими групами генів, vnfHDGK і anfHDGK: гени vnfG і anfG кодують субодиниці, відсутні в молібденовій нітрогеназі, тоді велика кількість генів, наприклад nifUSVWZ і nifM використовуються в біосинтезі всіх трьох ферментів. Синтез альтернативних нітрогеназ регулюються наявністю відповідних металів, тобто молібдену або ванадію, а експресія кожного набору генів регулююється відповідними регуляторним білком, продуктом одного з генів nifA, vnfA або anfA. Також цікаво, яким чином A. vinelandii транспортує молібден у клітину та відрізняє його від подібних іонів, таких як сульфат, за цей процес відповідає ціла група транспортних генів, modEABC і modG, що мають гомологи і в інших бактеріях.
A. vinelandii зуміла розвити низку фізіологічних механізмів, що дозволяють їй фіксувати азот за аеробними умовами, попри чутливість нітрогенази до кисню. Зокрема, бактерія має високий рівень дихання та цитохроми, що забезпечують практичне безкисневе середовище для нітрогенази, хоча енергія і отримується шляхом аеробного метаболізму. Також бактерія синтезує захисний білок 2Fe-2S, що зв'язується з нітрогеназою в умовах кисневого стресу та формує неактивний комплекс, нечутливий до кисню.